# Nao Suzuki
Pour les articles homonymes, voir Suzuki (homonymie).
Nao Suzuki (鈴木 奈央, Suzuki Nao), née le 9 février 1997 à Fuji, est une coureuse cycliste japonaise.

## Biographie
Nao Suzuki est née en 1997 à Fuji dans la préfecture de Shizuoka. Dès sa troisième année de l'école primaire, elle commence à faire du vélo dans les pas de son grand frère. En première année au lycée privé Seiryo junior situé à Fujinomiya, à l'âge de 12 ans elle commence à faire des compétitions moyenne et longue distance sur piste.

## Palmarès sur piste

### Championnats du monde
- Astana 2015
  -  Médaillée de bronze de la poursuite par équipes juniors
- Apeldoorn 2018
  - 4e du scratch

### Coupe du monde
- 2016-2017
  - 8e du classement général du scratch
- 2017-2018
  - 3e de la poursuite par équipes à Santiago du Chili
- 2018-2019
  - 10e du classement général du scratch

### Coupe des nations
- 2021
  - 3e de l'américaine à Hong Kong

### Jeux asiatiques
- 2018
  -  Médaillée de bronze de la poursuite par équipes

### Championnats d'Asie
- Jincheon 2020
  -  Médaillée de bronze de la poursuite par équipes

### Championnats du Japon
- 2017
  -  Championne du Japon de poursuite par équipes
- 2018
  -  Championne du Japon de poursuite par équipes
- 2020
  -  Championne du Japon de poursuite par équipes
- 2021
  -  Championne du Japon de course à l'américaine (avec Tsuyaka Uchino)
  -  Championne du Japon du scratch
  -  Championne du Japon d'omnium
  -  Championne du Japon de course par élimination